# Cry Cry
Cry Cry ist ein Lied der deutschen Popsängerin Oceana, welches am 13. März 2009 als erste Singleauskopplung aus dem Album Love Supply veröffentlicht wurde. Besonders im osteuropäischen Raum verhalf dieser Song Oceana zum Durchbruch. Geschrieben wurde das Lied von Oceana, Marcus Brosch, Tobias Neumann und Anes Krpic. Produziert wurde der Titel von Marcus Brosch und Tobias Neumann.
Durch die bereits vorhandene Bekanntheit in Polen und der Ukraine, insbesondere durch dieses Lied, wurde Oceana von der UEFA ausgewählt die offizielle Hymne zur Fußball-Europameisterschaft 2012 zu singen.

## Kommerzieller Erfolg
Cry Cry ist das erste Lied der Sängerin Oceana, welches die internationalen Charts in Europa erreicht hat. Insbesondere in Mittel- und Osteuropa wurde das Lied zum Hit. In den ungarischen Airplaycharts erreichte das Lied so Platz 1. In den spanischen Charts konnte das Lied Platz 8 erreichen, wo es sich 36 Wochen halten konnte. In Deutschland, Österreich und der Schweiz platzierte sich das Lied auf den Positionen 52, 73 und 39. In Belgien (Flandern) erreichte das Lied die Position 25.
| ChartsChartplatzierungen | Höchstplatzierung | Wochen |
| ------------------------ | ----------------- | ------ |
| Deutschland (GfK)        | 52 (5 Wo.)        | 5      |
| Österreich (Ö3)          | 73 (1 Wo.)        | 1      |
| Schweiz (IFPI)           | 39 (18 Wo.)       | 18     |